# Zámecký vrch
Der Zámecký vrch (deutsch Schlossberg) ist ein markanter Berg von der Höhe 529,6 m im Böhmischen Mittelgebirge in Tschechien, gekrönt von der Ruine der gotischen Burg Kamenický hrad (Burg Kempnitz, auch Kampnitz).

## Entstehung des Namens
Der Berg erhielt seinen Namen nach der auf dem Gipfel befindlichen Burg, zeitgenössisch früher auch als Schloss bezeichnet.

## Burggeschichte

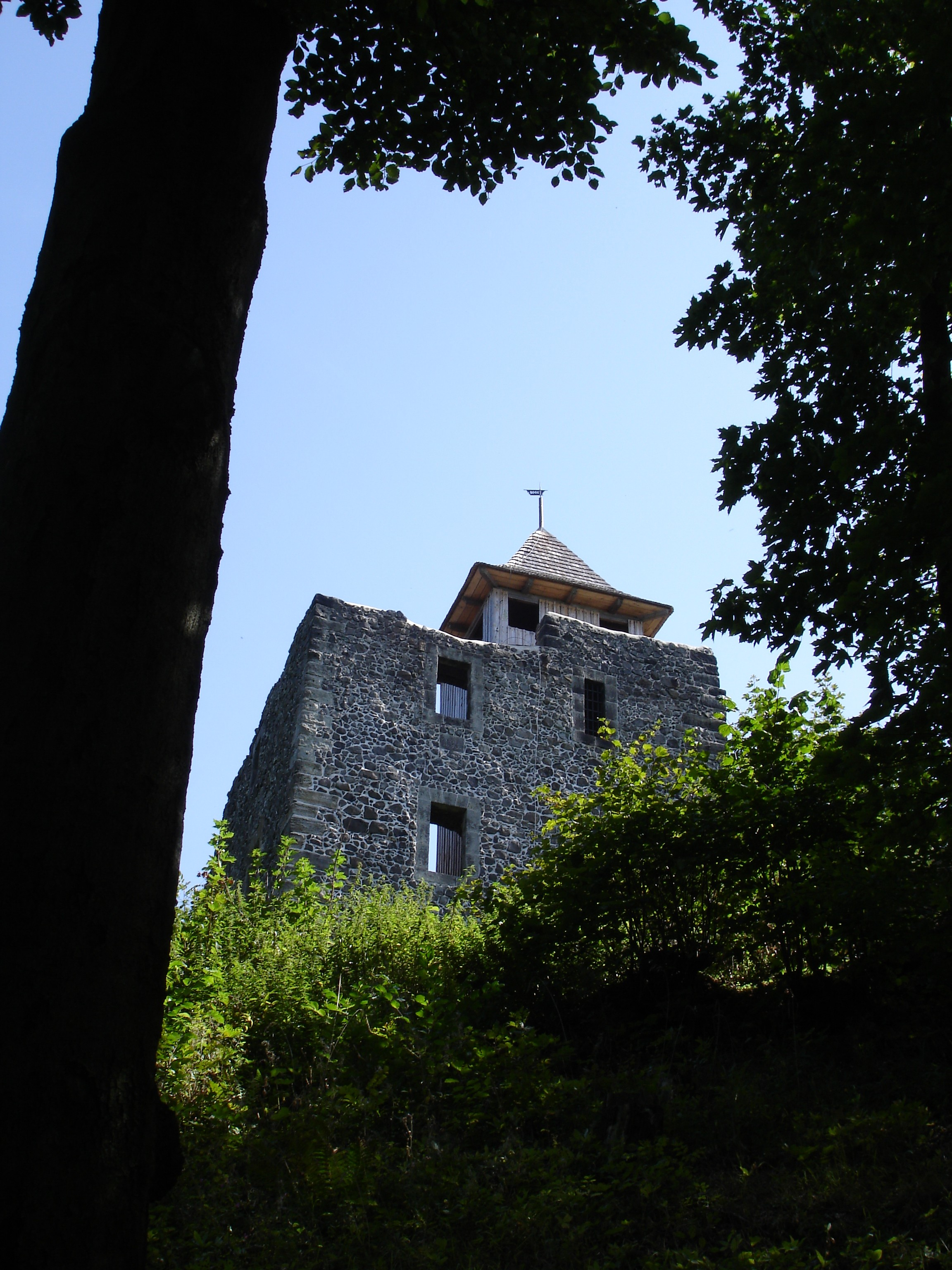
Burgruine mit Aussichtsturm

Begründet wurde die Burg wahrscheinlich Anfang des 15. Jahrhunderts, möglicherweise um 1441 nach der Zerstörung der nahe gelegenen Burg Fredevald (Fredewald). Erstmals urkundlich erwähnt wird sie als neue Burg Kamnitz 1442, als die Burg erfolglos vom Oberlausitzer Sechsstädtebund belagert wurde. Vermutlich wird die Burg dann 1444 bei einer weiteren Belagerung durch die Sechsstädte erobert und vernichtet.

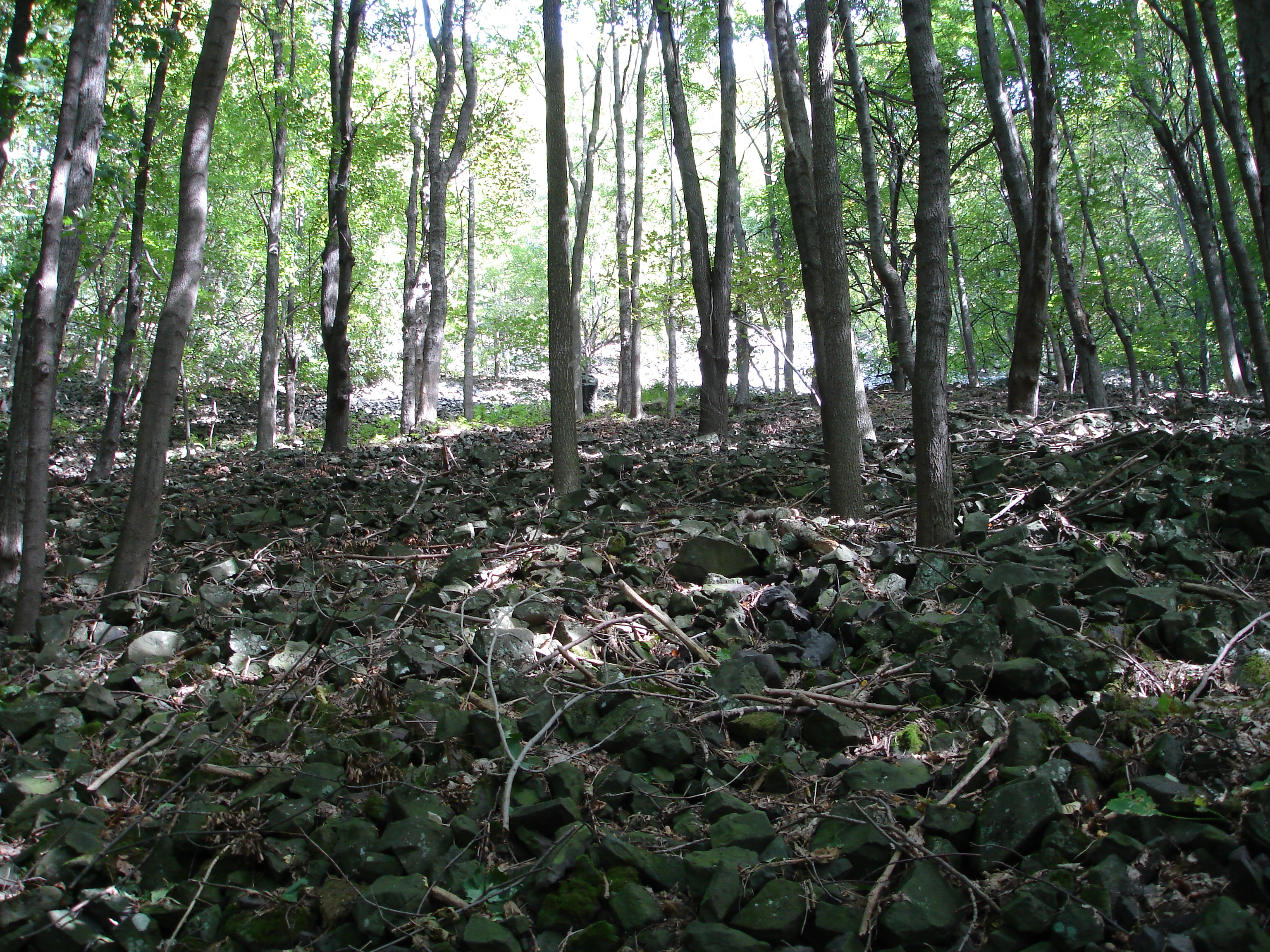
Typisches Blockfeld an der Südseite

Urkundlich erwähnt wird die Burg erst wieder 1515 beim Verkauf der Herrschaft von Heinrich von Wartenberg an die Brüder Hans, Wolf und Friedrich von Saalhausen (Adelsgeschlecht). Vermutlich wurde sie doch wieder aufgebaut und dann bis Mitte des 16. Jahrhunderts wieder genutzt. Im Jahre 1614 wird die Burg als wüst erwähnt. Im Dreißigjährigen Krieg erlangt sie jedoch nochmals militärische Bedeutung. 1639 wird die Burg von den Schweden in Brand gesteckt und endgültig vernichtet. In den folgenden Jahrhunderten dient die Ruine zur Gewinnung von Baumaterial, sodass heute nur noch der mächtige, rechteckige Palas erhalten ist.
Im Jahre 1880 wird die Ruine vom Böhmisch-Kamnitzer Verschönerungsverein gesichert. In den Resten des Palases wird ein Burgrestaurant mit Aussichtsturm eingerichtet. Nach dem Zweiten Weltkrieg verfiel die Burggaststätte und der Aussichtsturm stürzte ein. In den Jahren 1995/96 wurde das Mauerwerk der Ruine gesichert und 1998 wurde an historischer Stelle ein neuer hölzerner Aussichtsturm in den Palas eingebaut.

## Lage und Umgebung
Der Zámecký vrch befindet sich im ChKO České středohoří (LSG Böhmisches Mittelgebirge) im Übergangsbereich zwischen Lausitzer Gebirge, Böhmischer Schweiz und Böhmischen Mittelgebirge. Direkt am Fuße des Berges liegen die Kleinstadt Česká Kamenice (Böhmisch Kamnitz) sowie die kleinen Orte Huníkov (Henne) und Vesnička (Füllerdörfel).

## Aussicht

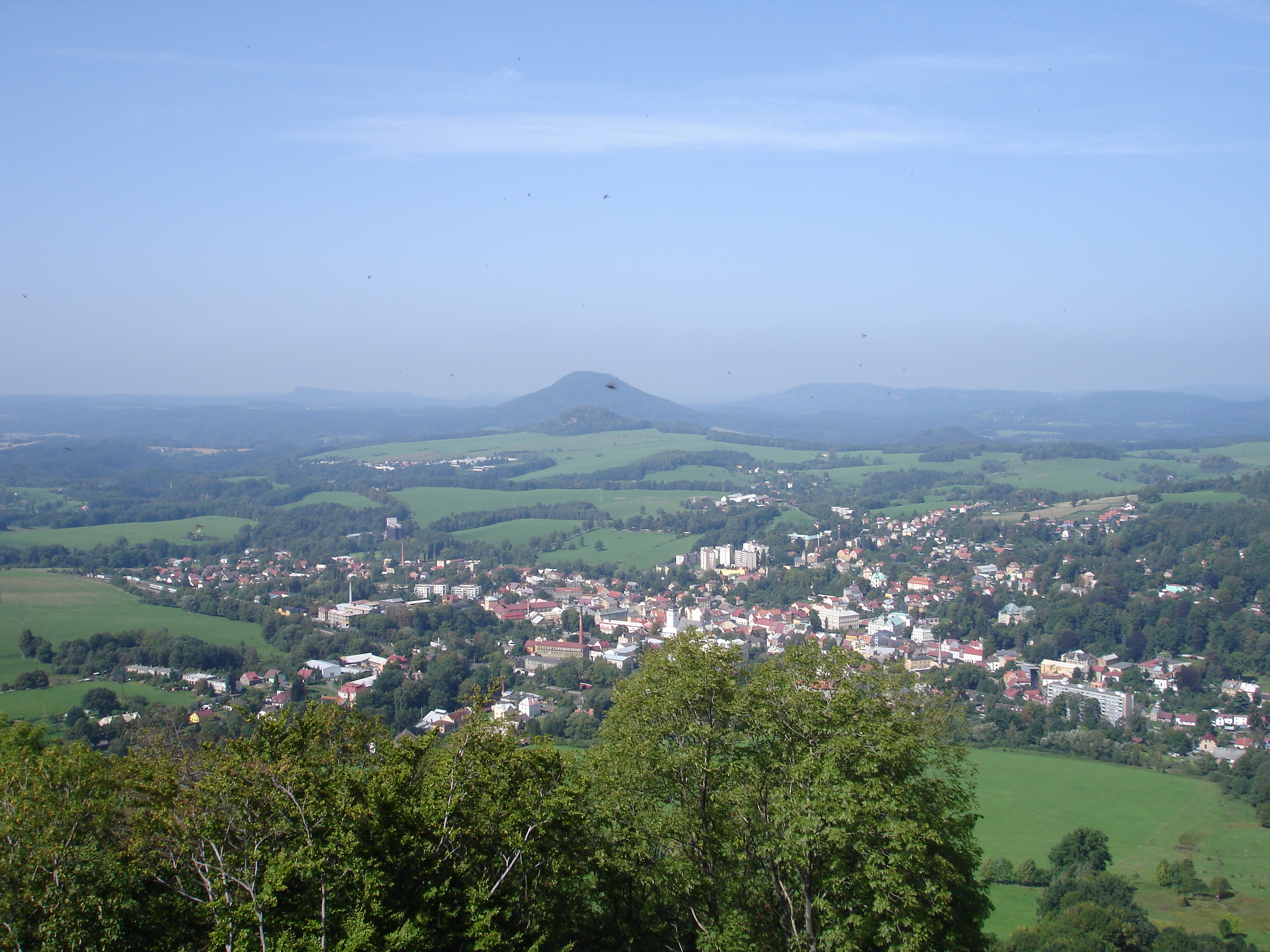
Ausblick über Česká Kamenice in die Sächsisch-Böhmische Schweiz

Vom Turm ist eine sehr umfassende Aussicht möglich. Im Norden befindet sich die Fels-Waldlandschaft der Sächsisch-Böhmischen Schweiz, weiter nach Osten geht diese ins Lausitzer Gebirge über. Markante Berge im Blickfeld sind der ausladende Tafelberg Děčínský Sněžník (Hoher Schneeberg), der kegelige Růžovský vrch (Rosenberg) und der mächtige Studenec (Kaltenberg). Im Südwesten schweift der Blick über die Berglandschaft des Böhmischen Mittelgebirges mit dem von einem Fernsehsender bekrönten Buková hora (Zinkenstein).

## Wege zum Gipfel
- Der Zámecký vrch liegt an einer grün markierten Wanderroute von Česká Kamenice nach Kamenický Šenov, eine Abzweigung führt zum Gipfel mit der Burgruine.